# L'ambitieuse
L'ambitieuse (Nederlands: Een vrouw van ambitie) is een olieverfschilderij van de Frans-Engelse kunstschilder James Tissot geschilderd in 1884, olieverf op linnen. Het maakt deel uit van zijn schilderijenreeks La femme à Paris en toont een jongedame in een weelderig roze gewaad bij haar entree op een bal. Het werk bevindt zich sinds 1903 in het Albright-Knox Art Gallery te Buffalo.

## Context
Tissot was bevriend met de kunstschilders Edgar Degas en James McNeill Whistler, die hij beide bijzonder bewonderde. Hij begon zijn carrière als kostuumschilder, een specialiteit waarin hij met name Whistler trachtte te evenaren. Zijn leven lang zou hij de laatste damesmode op de voet blijven volgen. Net als Degas en Whistler zou Tissot ook altijd geobsedeerd blijven door mooie vrouwen. Uitgezonderd zijn latere religieuze werken en een handvol portretten in opdracht is er in zijn hele oeuvre vrijwel geen werk te vinden waarop geen vrouw in elegante kleding is te zien.

## Afbeelding
L'ambitieuse toont een jongedame in een extravagant weelderig roze gewaad bij haar entreé op een avondlijk bal. De gebogen lijnvoering van het gewaad accentueert de vrouwelijke vormen van haar figuur. In het midden van het schilderij lijkt de brede waaier als in een cirkel door te lopen in haar bevallig ronde schouderpartij. De lange sleep links beneden vormt een indrukwekkende opwaartse arabesk. Haar begeleider zien we alleen op de rug. Zijn grijze haren verraden een aanzienlijk leeftijdsverschil. Klaarblijkelijk heeft hij tot taak de jonge vrouw in het gezelschap in te voeren, maar onduidelijk blijft in welke hoedanigheid. De titel van het werk zou erop kunnen duiden dat ze zijn maîtresse is en dat ze hem alleen gebruikt om een positie te verwerven in de hoogste kringen. Wat dat betreft is het veelzeggend hoe ze met een rondgaande blik de ruimte in kijkt. Haar begeleider heeft al lang niet meer haar belangstelling, maar ze geniet van de aandacht die haar binnenkomst trekt, vooral onder de mannen.

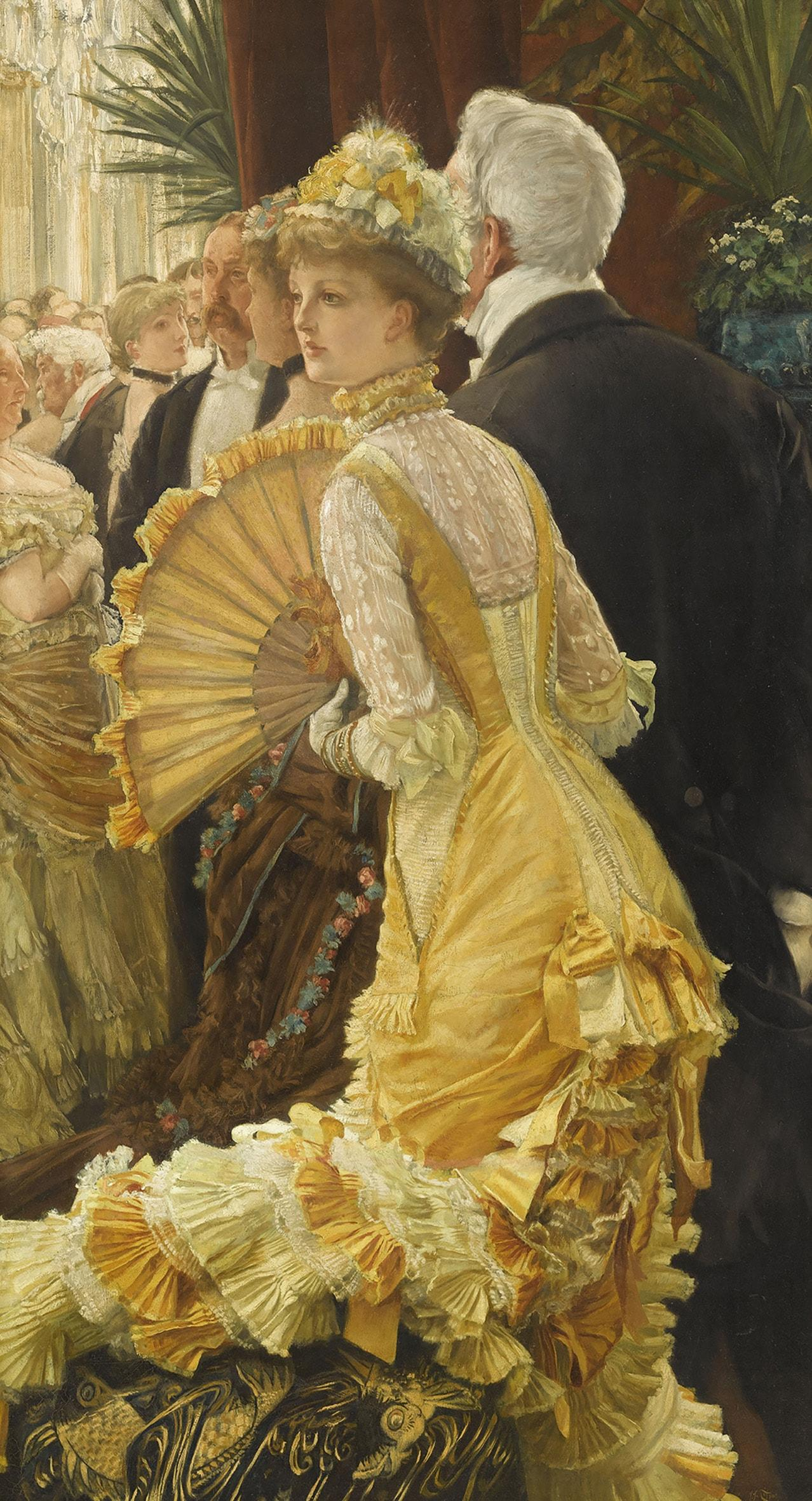
Avond, 1878

Tissots schilderij kan worden geduid als een kritische weergave van het toenmalige, door hem vaak verafschuwde salonleven. Het heeft daarmee, als veel van zijn later werken, een duidelijk moralistische inslag. In het Musée d'Orsay is een eerder, sterk overeenkomstig werk uit 1878 te zien, waarin de moralistische inslag minder nadrukkelijk aanwezig is, al is het alleen maar in de titel die eenvoudigweg Avond luidt (of ook wel Het bal).

## La femme à Paris
Tissot schilderde L'ambitieuse als onderdeel van zijn schilderijenreeks La femme à Paris uit periode 1883-1885. In deze sterk narratieve portretten portretteert hij charmante Parijse vrouwen uit diverse milieus als centrale personages in alledaagse situaties en activiteiten, die hij sterk "theatraliseert", net zoals ook Marcel Proust dat deed. Qua stijl nam hij in deze werken de lossere toets van de impressionisten over, alsook een aantal elementen uit de Japanse Prentkunst. In de uitstraling hielden ze iets conservatiefs-victoriaans, een combinatie die het publiek in dit tijd bijzonder intrigeerde. Inbegrepen de schilderijen Inscheping in Calais en In het Louvre (L’Esthetique) (die eigenlijk bedoeld waren voor een tweede serie) exposeerde hij de volledige reeks van vijftien werken, allen op vergelijkbaar formaat, van 19 april tot 15 juni 1886 bij Galerie Sedelmeyer te Parijs. De kritiek reageerde enigszins wisselend, maar bij het publiek oogstte hij – in een tijd van opkomend modernisme – opvallend veel succes.
Nadat de tentoonstelling bij Sedelmeyer zijn naam in Parijs stevig had gevestigd, schakelde Tissot merkwaardigerwijs over op religieuze thema's en zou hij de portretten uit zijn reeks afzonderlijk verkopen. L'ambitieuse werd van de kunstenaar gekocht door de Amerikaanse impressionist William Merritt Chase, die Tissot zeer bewonderde. Chase schonk het werk in 1909 aan de Albright Knox Art Gallery te Buffalo, waar het nog steeds te zien is.
Hieronder staan de meeste overige werken uit La femme à Paris weergegeven, inclusief Inscheping in Calais en In het Louvre. Van het schilderij Musique sacrée, dat zich in privé bezit bevindt, is de verblijfplaats onbekend en geen enkele reproductie in omloop.

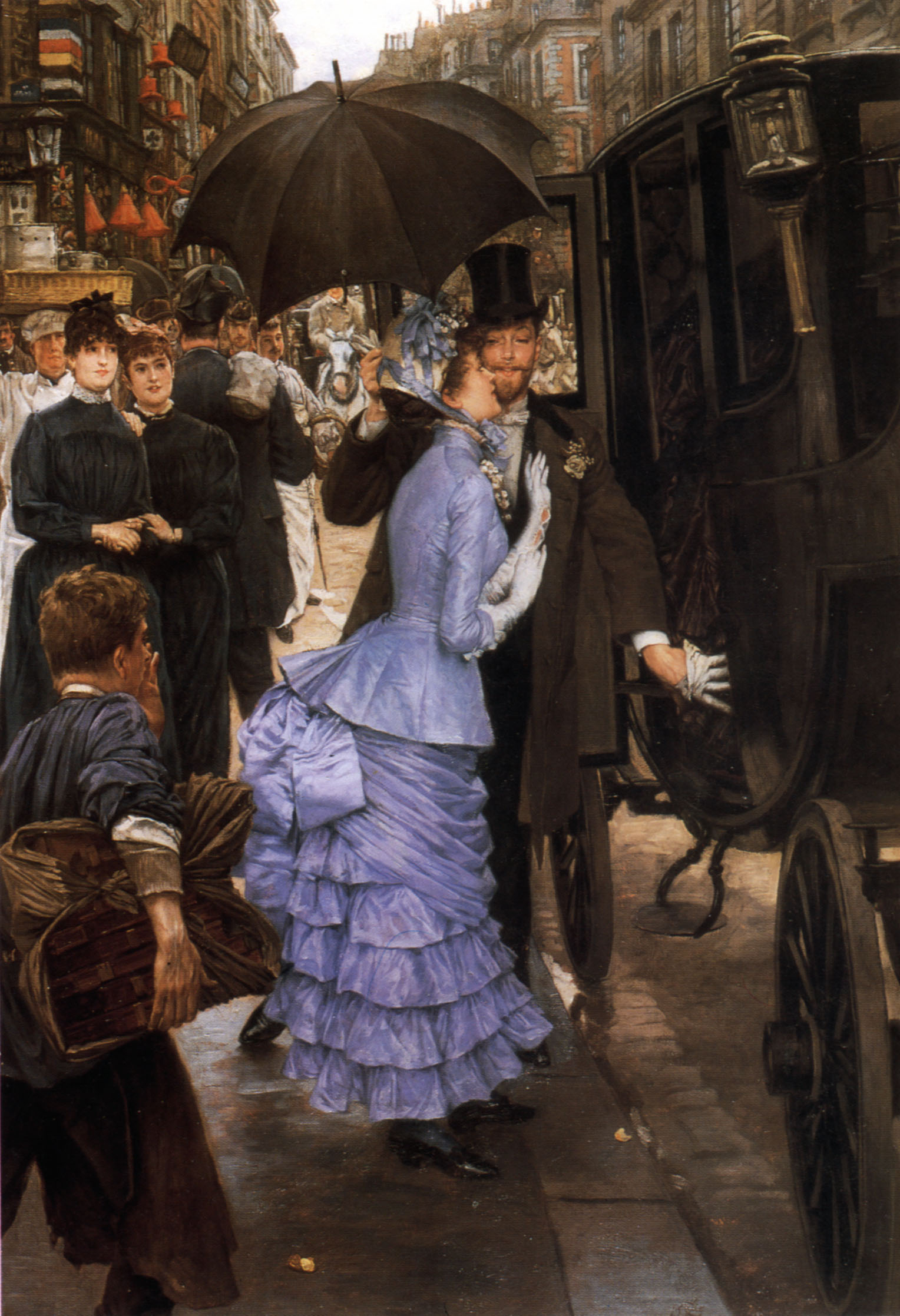
Het bruidsmeisje
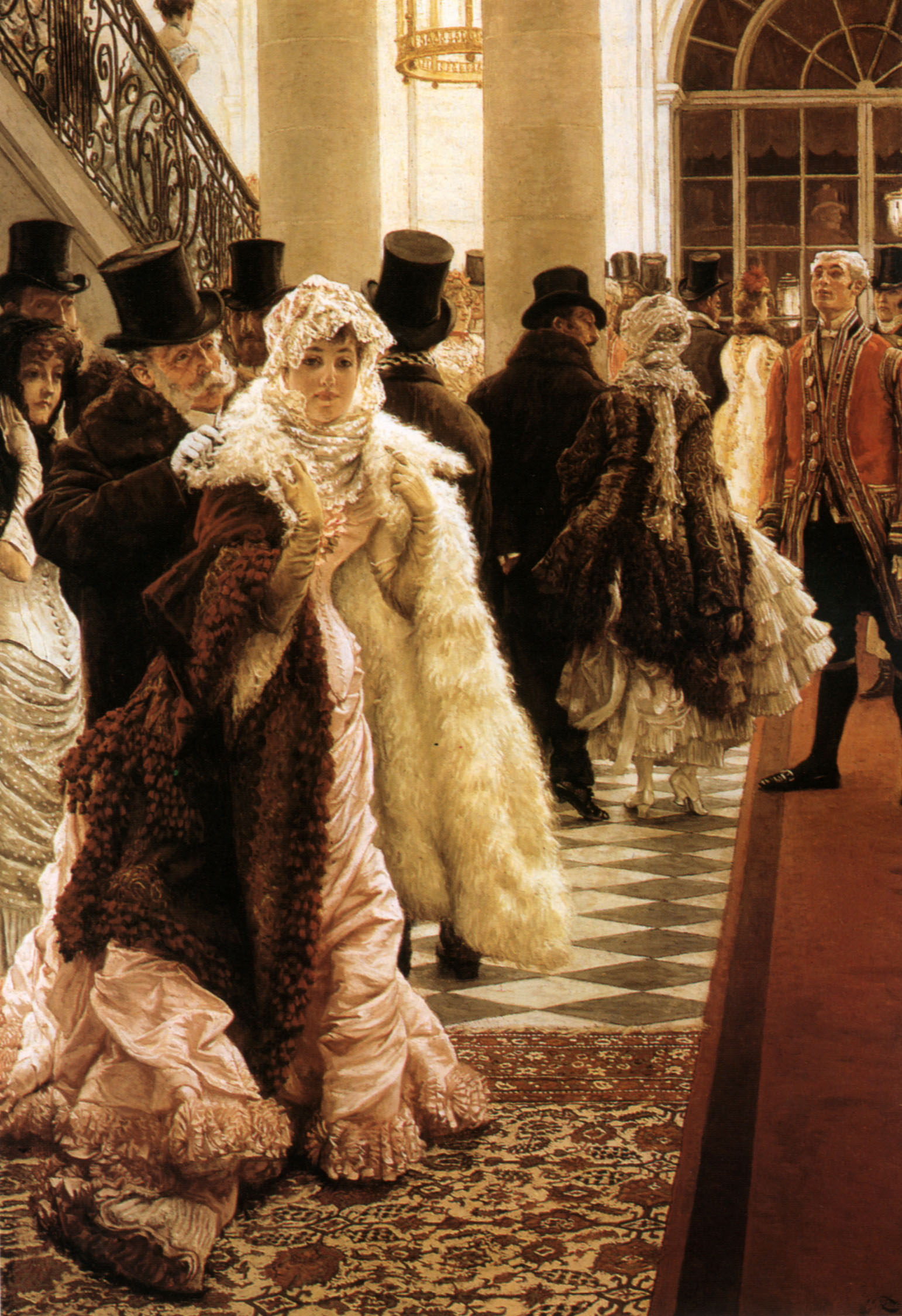
Vrouw van de mode
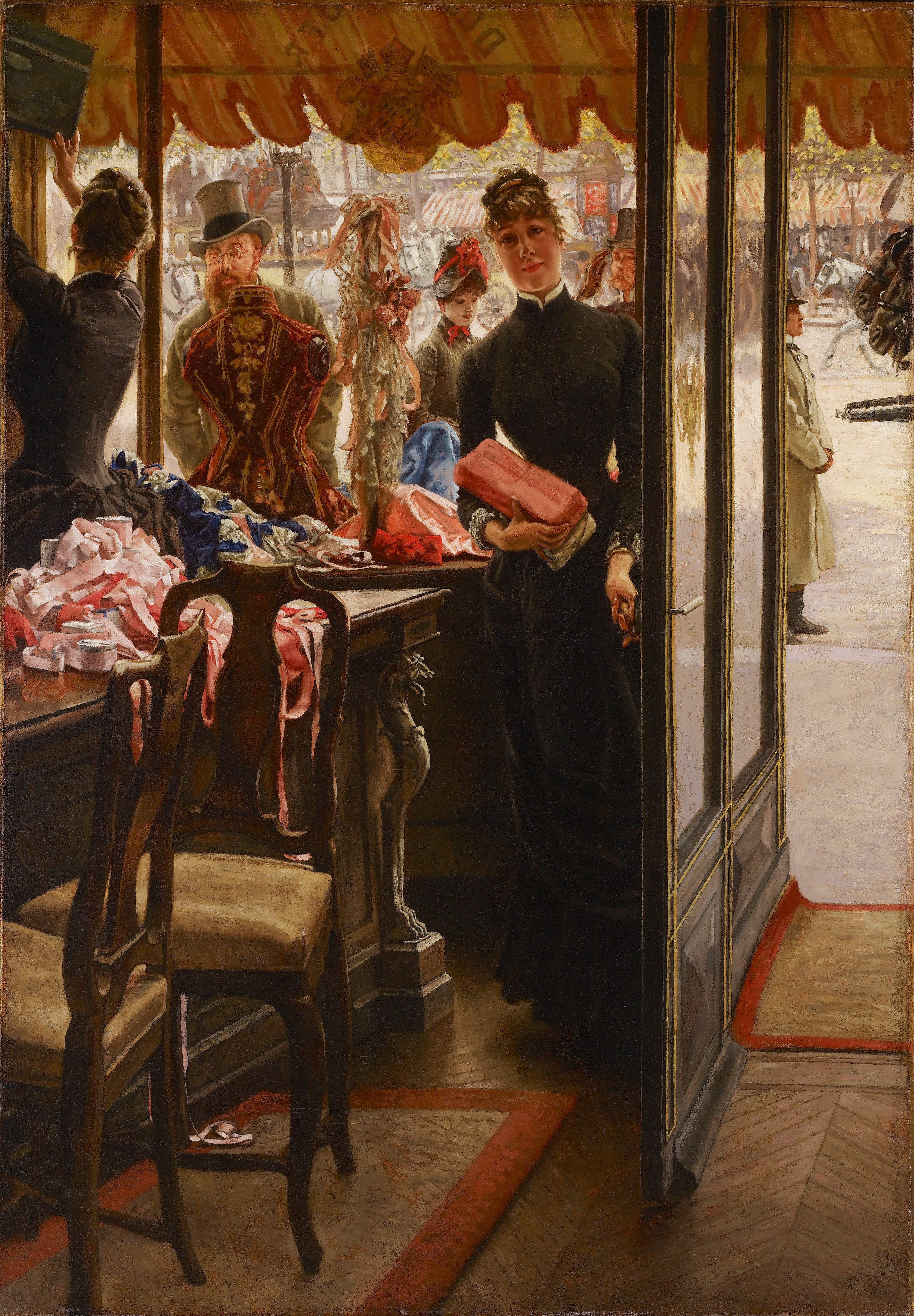
De juffrouw van de winkel
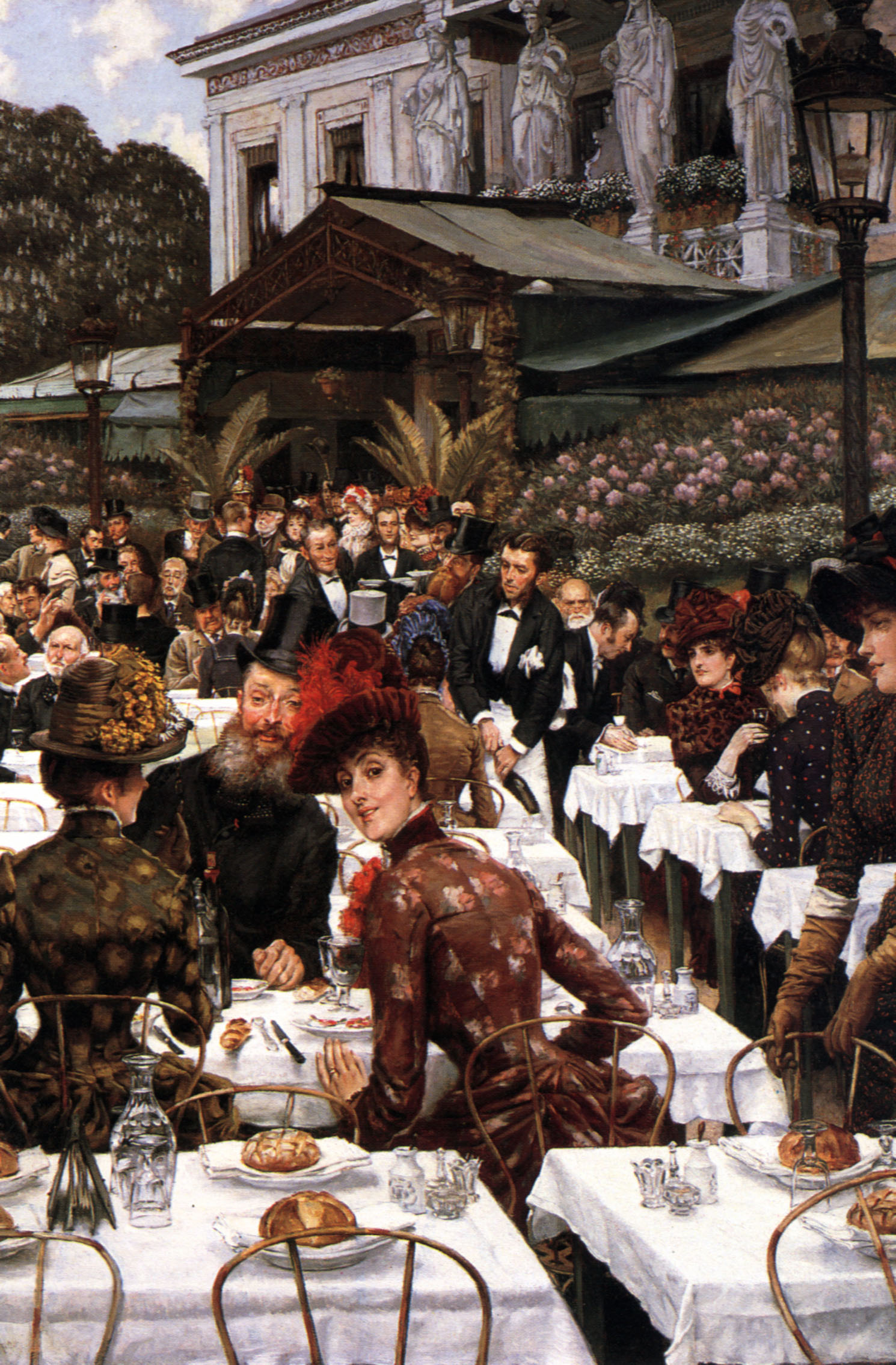
De vrouwen van de kunstenaar
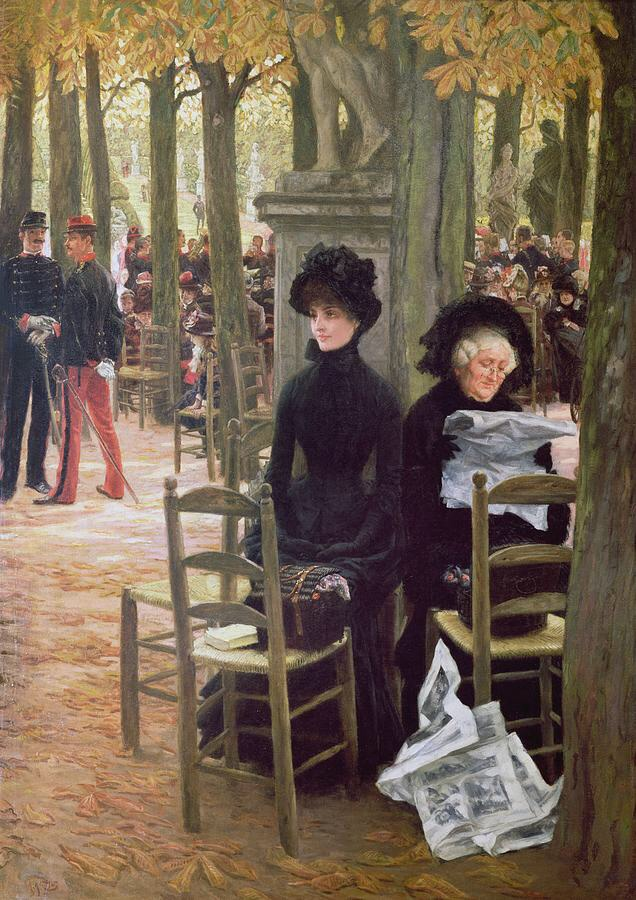
Zondag in de Jardin de Luxembourg
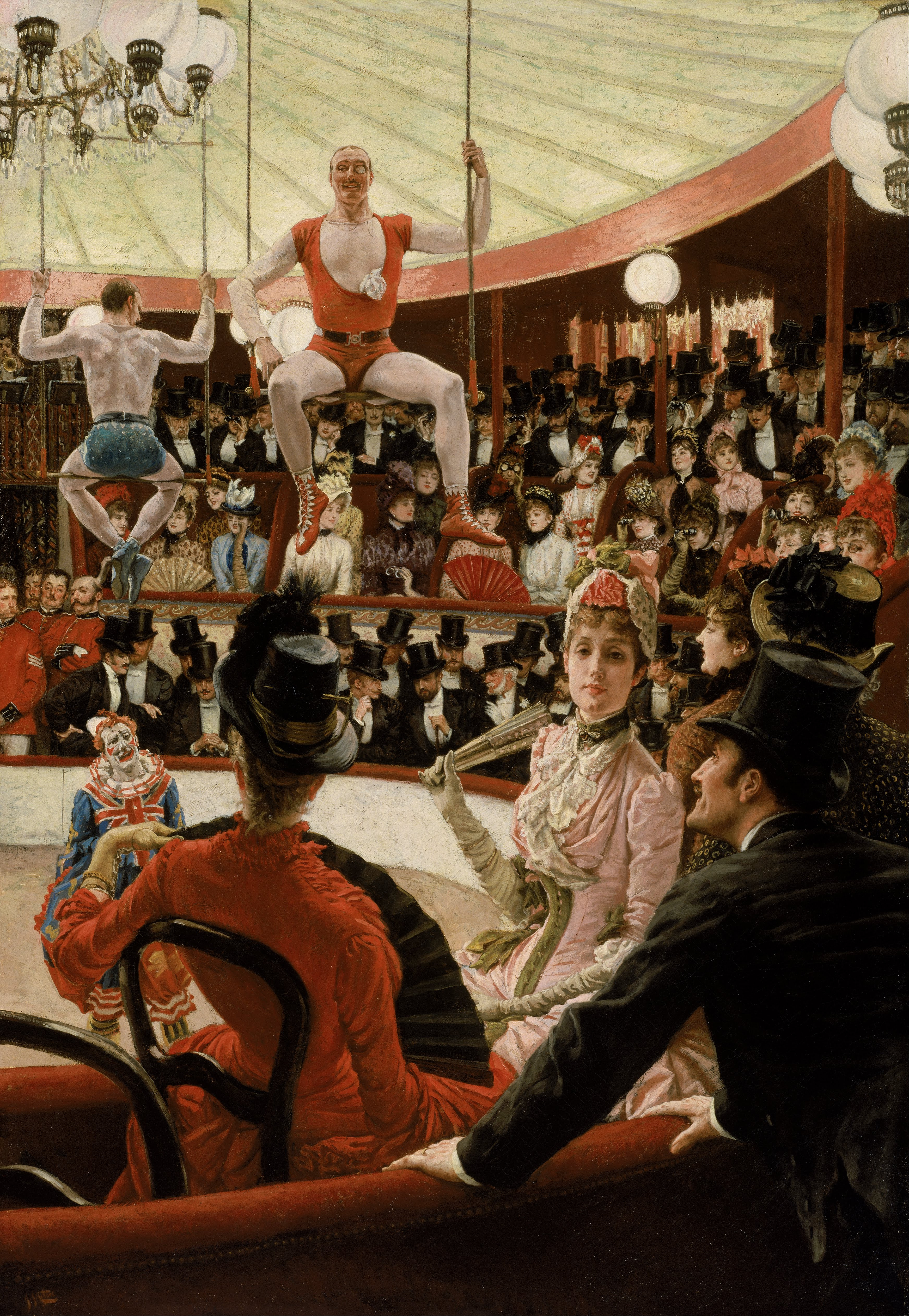
De circusliefhebster
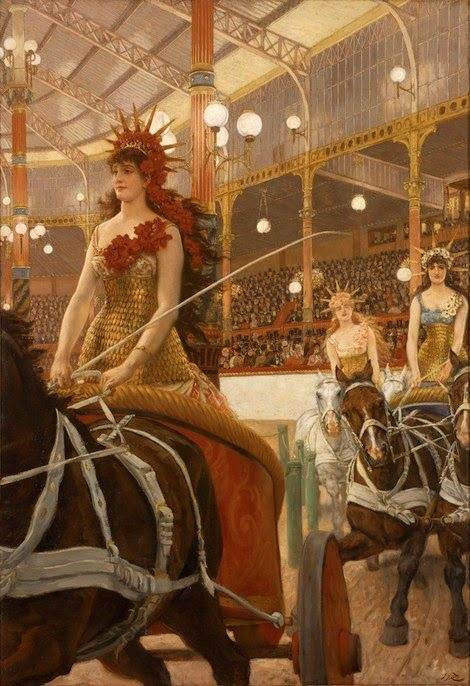
De karrenrijdsters in de Hypodrome
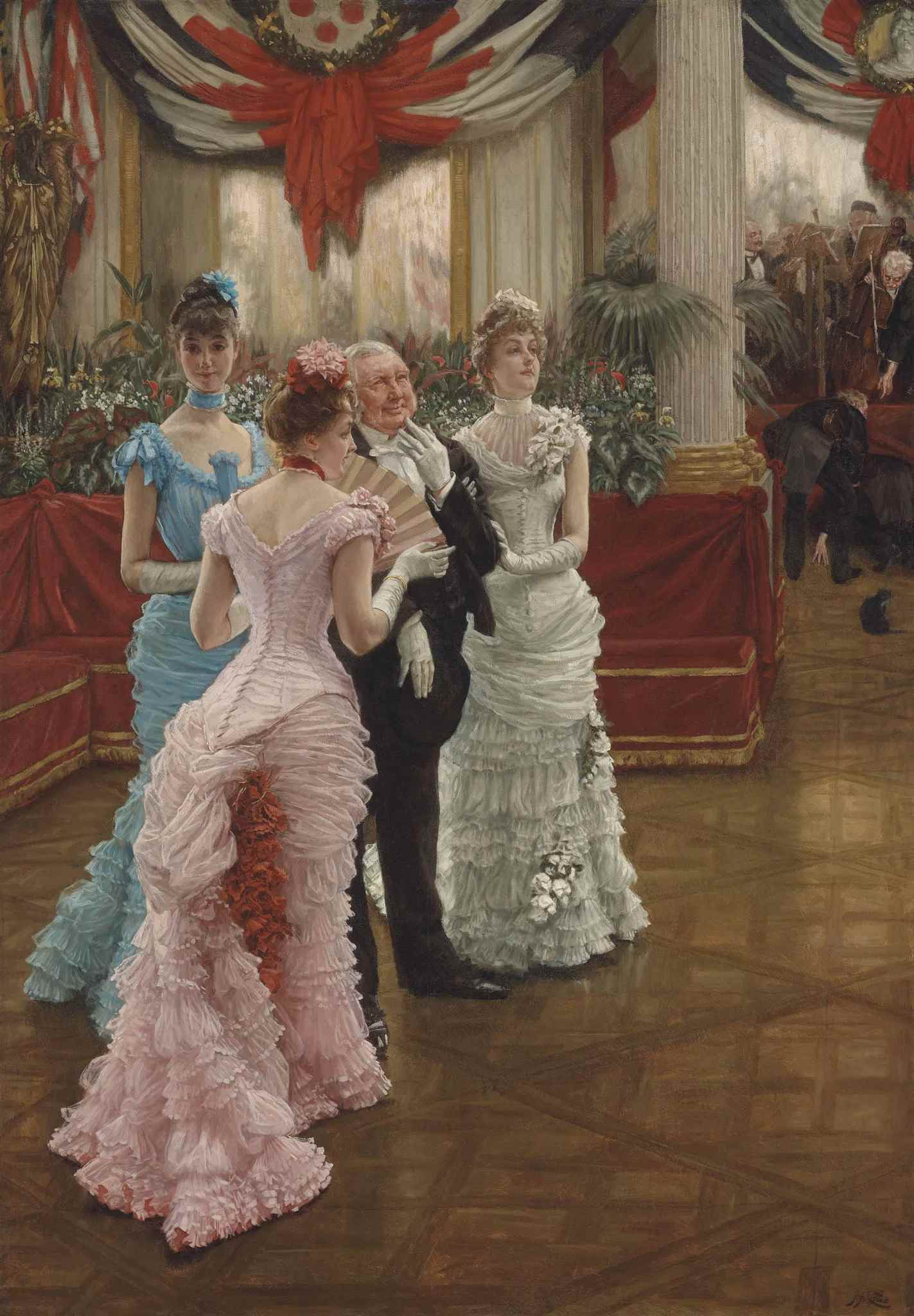
De jongedames uit de provincie
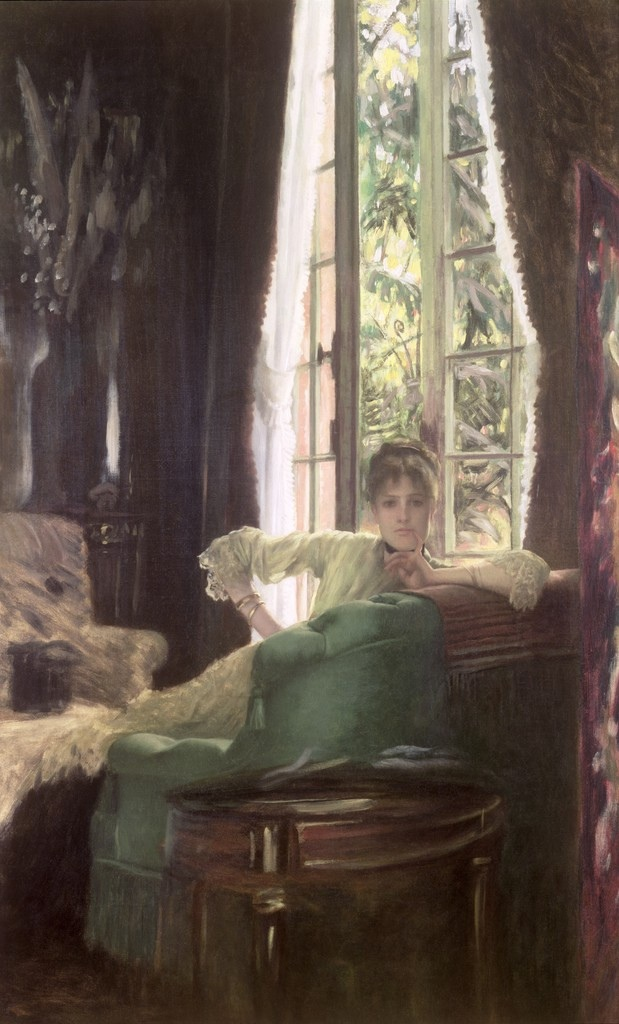
De sfinx
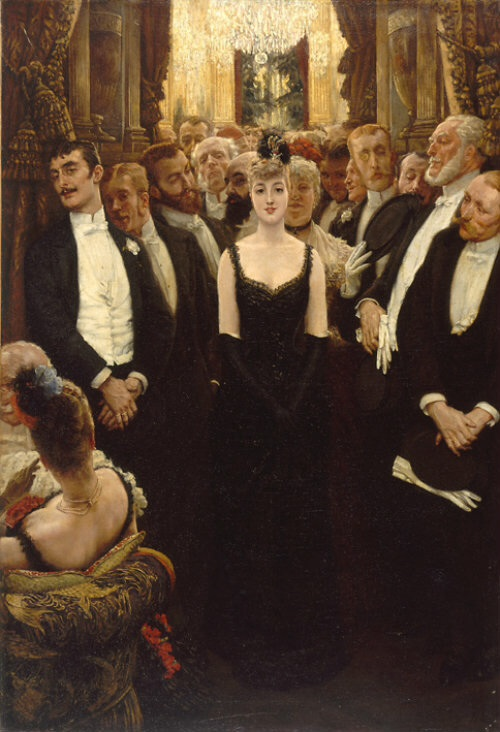
De mooiste vrouw van Parijs
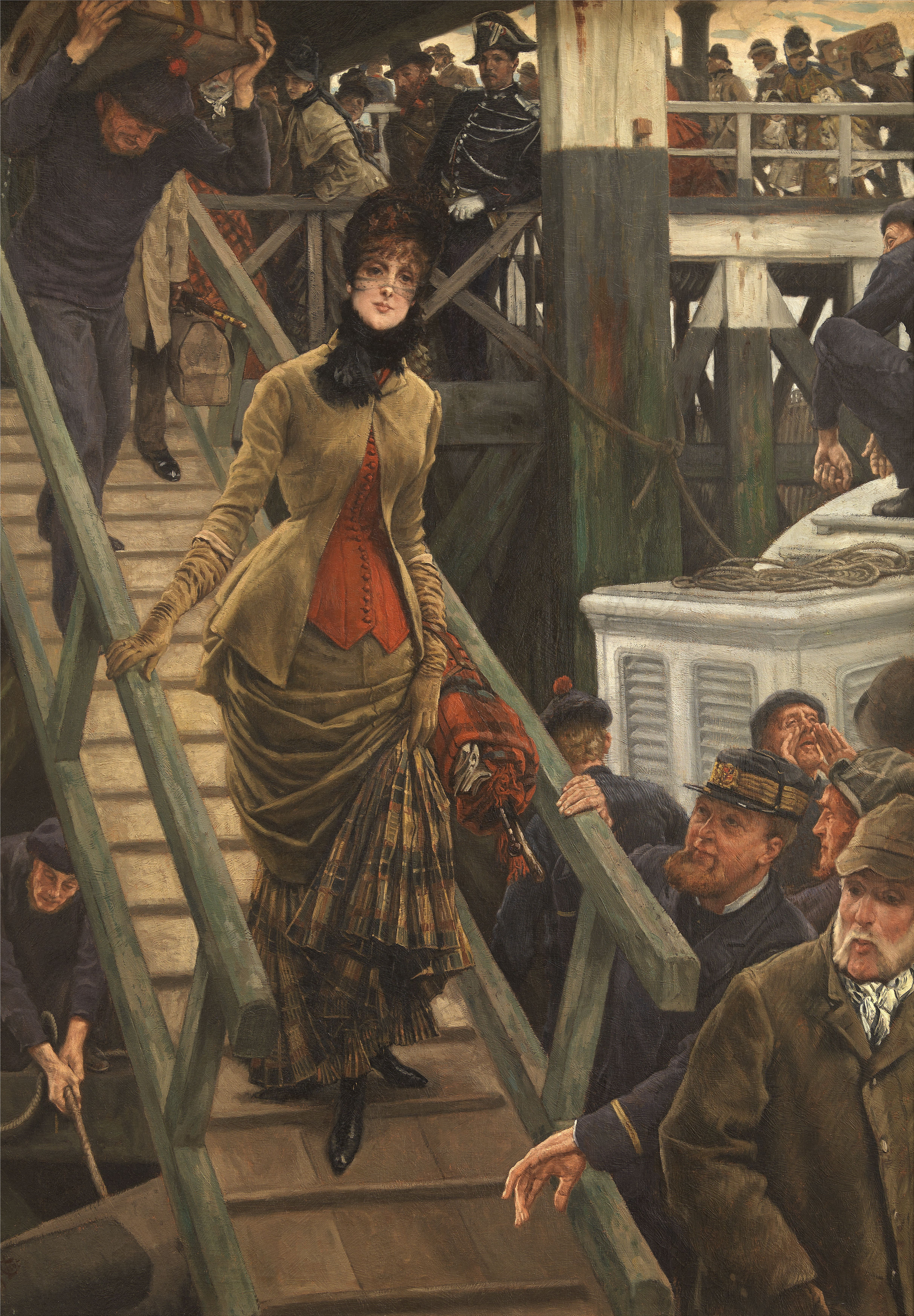
Inscheping in Calais
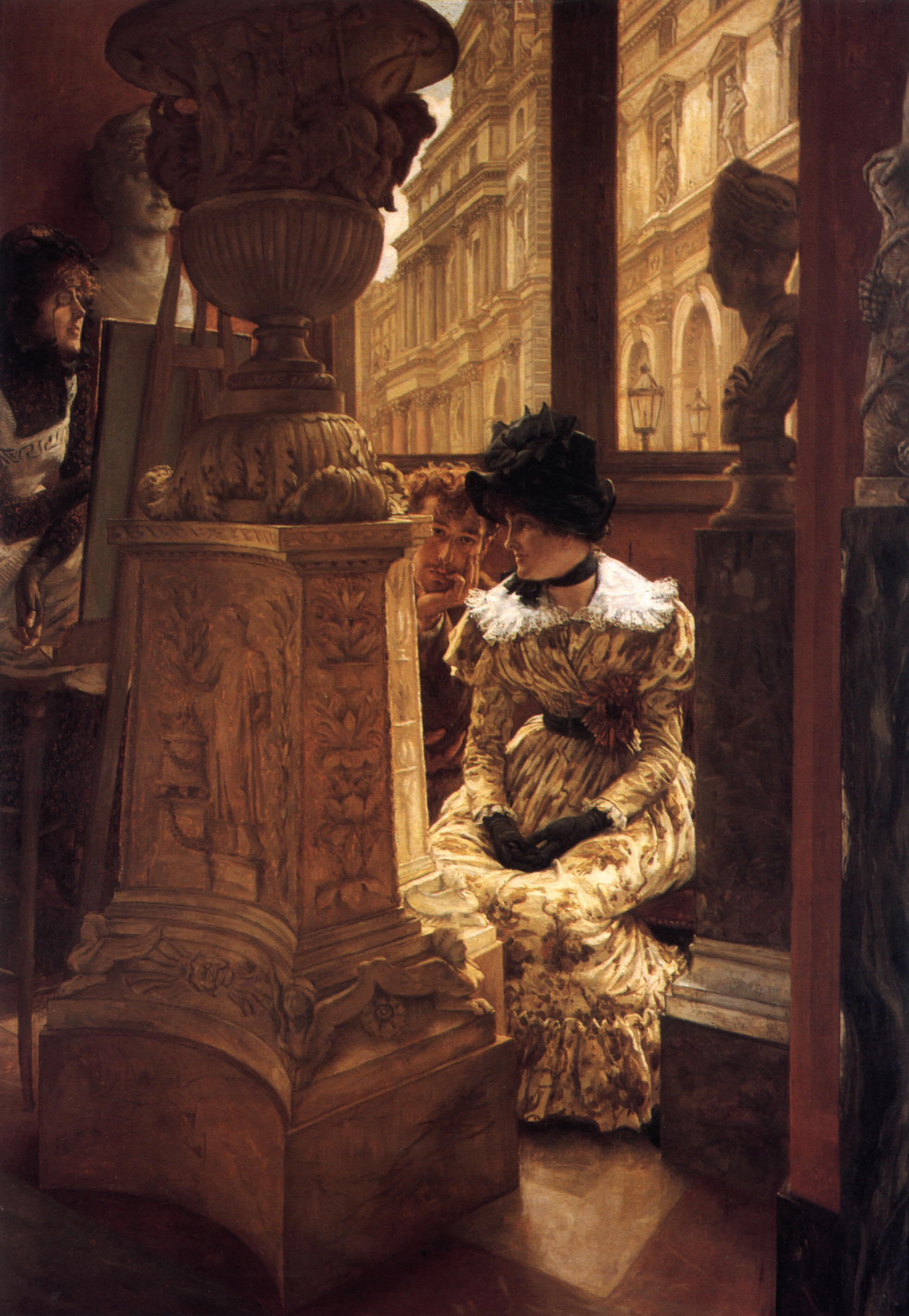
In het Louvre
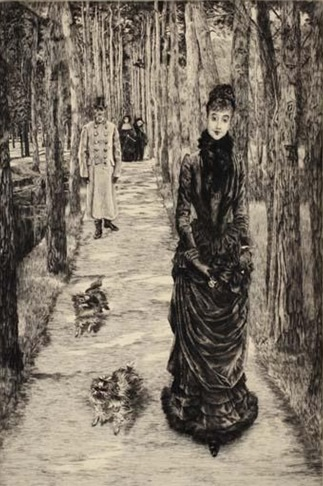
De mysterieuze vrouw (ets)